# プリンセスクラウン
『プリンセスクラウン』（Princess Crown、略称プリクラ）は、1997年12月11日に発売されたセガサターン用のアクションロールプレイングゲーム。セガとアトラスが共同開発した。1998年12月10日にはサタコレとして再発売されている。
2005年9月22日にPSPにて移植版が発売され、こちらも2007年3月8日にはアトラスベストコレクションとして再発売されている。
2019年11月29日発売の『十三機兵防衛圏』の先着購入特典としてPSP版をPS4に移植した『プリンセスクラウン 復刻版』がダウンロード配信された。

## 概要
セガサターン中期を代表するアクションRPG。
モーフィングシステムやスプライト機能を用いてキャラの動きを多関節に分解して動すなどの技術を駆使し、非常に豊かな動作を表現している。敵と遭遇した際には、移動画面からそのまま画面を切り替えることなく、対戦型格闘ゲームのような戦闘シーンへ突入する（シームレス）のが特徴となっている。しかし、戦闘シーンでは対戦型格闘ゲームのような煩雑なキー入力は必要ない。物語の途中からお供キャラがたまに戦闘の手助けをするようになる。
物語は、祖母が孫娘に「剣と魔法の世界」の童話を読み聞かせるという体裁をとっており、主人公・グラドリエルをはじめ、4人のキャラクターを主軸としたそれぞれの物語をプレイすることが出来る。

## 登場人物

### グラドリエルと仲間
グラドリエル＝ド＝ヴァレンディア
本作の主人公。偉大なる女王・エルファーランの末娘。姉2人が双子であったため、13歳にして「光の王冠」と「王家の剣」を受け継いでヴァレンディアの女王に即位する。母親譲りの勇敢さと優しさを持つ少女。母親のように、国民の為自らが具体的な行動を取ることに憧れており、アーリアとの出逢いをきっかけに城を抜け出した。世間知らずで割と無鉄砲な部分もあるが、言動にはどこか気品が漂う。
アーリア
グラドリエルの旅のきっかけを作る妖精。事件解決後もグラドリエルを気に入って道中を共にする。ドロップを入手するごとに、戦闘中にグラドリエルの援護をする、何処からか何かの薬を持って来る、仲間を呼ぶなどの小技を憶えて行く。普段「王家の剣」を運んでいるのも彼女らしい。
エドワード＝グロースター
ドラゴンスレイヤーと呼ばれる16歳の少年。王家に仕える騎士でありながら、裏切って魔王の配下になったと言われる魔人・ゴルゴダの息子。ドランゴラでグラドリエルの危機を救って以来、不思議な縁で結ばれている。小さなドラゴンを供に従えている。
イグニスエドワードの従者。ハインデルの命令でエドワードについた。言葉を発することはできないが知能は高い。
プロセルピナ
幼い魔女。へんてこな歌をよく口ずさんでいる。生まれた時から大魔女であるおばばに育てられ、魔女としての心意気を教え込まれているため、大変な悪戯好きになってしまった。無計画に思いつきで行動しては一般の人々に迷惑をかけている。グラドリエルにその野望を阻止されて以来、一方的にグラドリエルをライバル視し、打倒グラドリエルのために行動を開始する。彼女とグラドリエルの愉快な戦いは、後世に童話として語り継がれるほどの永きに渡って続いたらしい。
ガブリエル
ゴブリン。プロセルピナの無体な振る舞いにもじっと耐え、影に日向にサポートする。
ポートガス＝クリスフォード
細身の剣を操る隻眼・片足の海賊。恋人の仇を追って海賊に身をやつし、ひょんなことからグラドリエルと知り合う。
ドレイク
ポートガスが飼っているオウム。信頼は厚い。

### その他の人物
エルファーラン
先代の女王。賢王と名高く、また25年前に王城に魔王配下のデーモンが襲来した際には王家の剣を振るって戦い退けた。グラドリエルの御産時に死去。
ジェストナイ
女王に仕える魔導師。グラドリエルが旅に出ている間は彼が内政を行っている。
クエイン
ヴァレンディアのカード騎士団の騎士団長。
エリエル
グラドリエルとシドラエルの姉。青いドレスを着用。シドラエルとは双子であり、双子の王は国を二分すると言い伝わるため王位を継承する事は出来ない。病弱な妹・シドラエルの助けとなる知識を得たいがため読書家。
シドラエル
グラドリエルの姉。エリエルの双子の妹。赤いドレスを着用。病弱な身。
タバサ
プロセルピナに騙されてカエルに変えられてしまった少女。
ニルス
プロセルピナに騙されてアヒルに変えられてしまった少年。
ラルヴァの書
邪悪な意思を持ち、人に取り憑き操る。闇の神・ラルヴァの分身。
リヨン
若き魔導師。いち早く世界の危機を察していたが、ラルヴァに洗脳される。
ジャディス
グラドリエルの祖父。ヴァルガ王国の武王。
ゴルゴダ
エドワードの父。先王ファーランを裏切り、多くの兵士を殺した魔人と呼ばれていたが、その真相はラルヴァの書によって誘惑されていたクエインをかばい、身体を乗っ取られた姿だった。正気に戻った後は、王家の助けとなるため陰から見守っていた。
ビッグフック
巨大なかぎ爪を装着した海賊。ポートガスに無実の罪を着せていた。
ヴォーグロド
魔王。亡国の王子だったが、ラルヴァの力で醜い姿に変えられてしまう。
ネクロ・サマンサ
リヨンが召喚した魔女。フランケンシュタインのように体中を継ぎ合わせており、爆乳の持ち主。
悪のエリエル
ラルヴァに魅入られて操られてしまったエリエル。外見は赤くなり髪型が蠍の尾に変わり、服装がボンデージ姿となる。魔法を多用する。
悪のグラドリエル
闘いの最中の憎しみや怒りで魔の者となったグラドリエル。通常の時とは攻撃方法が異なり、魔法を多用する。また、外見も13歳の少女ではなく大人びた風貌に変化する。
ラルヴァ
強大な力を持つ闇の神。完全復活に必要なグラドリエルとジャディスの王冠を狙っていた。
ハインデル
千里を見渡すといわれる物知りなドラゴン。何でも知っているが、情報料として強大な力を持った4種類の魔法石を要求してくる。

## 開発の経緯
神谷盛治がカプコン退社後に初めて企画したソフト。当初は『プリンセスメーカー2』（ガイナックス、1993年発売）のようなマルチエンディングの育成シミュレーションゲームに格闘アクションをミックスしたゲームとして企画されていた。神谷がセガにプレゼンテーションした際に、RPGへとシフトすることになる。当時のセガはサターン用のRPGタイトルの充実を求めていたため、セガ担当者との話し合いでRPGとして発売することになった。開発開始から1年が経過した頃、会社が倒産し、発売が危ぶまれたところで、当時セガと仲のよかったアトラスを紹介され、セガ×アトラスプロジェクトとして開発が継続され、発売へとこぎつける。
PSP版の特典だった設定資料集によると、本作のタイトル『プリンセスクラウン』の略称が計らずも「プリクラ」となってしまっていた事から、会社側から開発陣に写真撮影筐体である「プリント倶楽部」（通称：プリクラ）と名称が重なるとの理由でタイトルの変更を求められたが、開発陣がストーリーと関連性が高いタイトルであると反対した事で、そのままのタイトルで製作されることとなった。一時期『ブックオブソーサリーズ』という仮題が使用されたのはこのため。

## 制作スタッフ
- 神谷盛治

## 関連書籍
- 『裏ワザ大全集プリンセスクラウン 冒険ガイドブック』 ISBN 4576971816
- 『プリンセスクラウン 必勝攻略法』 ISBN 4575160865
- 『プリンセスクラウン 公式コンプリートガイド』 ISBN 4797332786